# Herr Christ, der einig Gotts Sohn
Herr Christ, der einig Gotts Sohn ist eines der ältesten evangelischen Kirchenlieder und gehört zum Kernbestand der reformatorischen Choräle (Evangelisches Gesangbuch Nr. 67). Den Text verfasste die zum lutherischen Glauben konvertierte Nonne Elisabeth Cruciger, geborene von Meseritz (um 1500–1535). Die Melodie dürfte auf eine weltliche Vorlage zurückgehen, wird aber schon 1524 in einem der ältesten evangelischen Gesangbücher abgedruckt.

## Heute gebräuchlicher Text

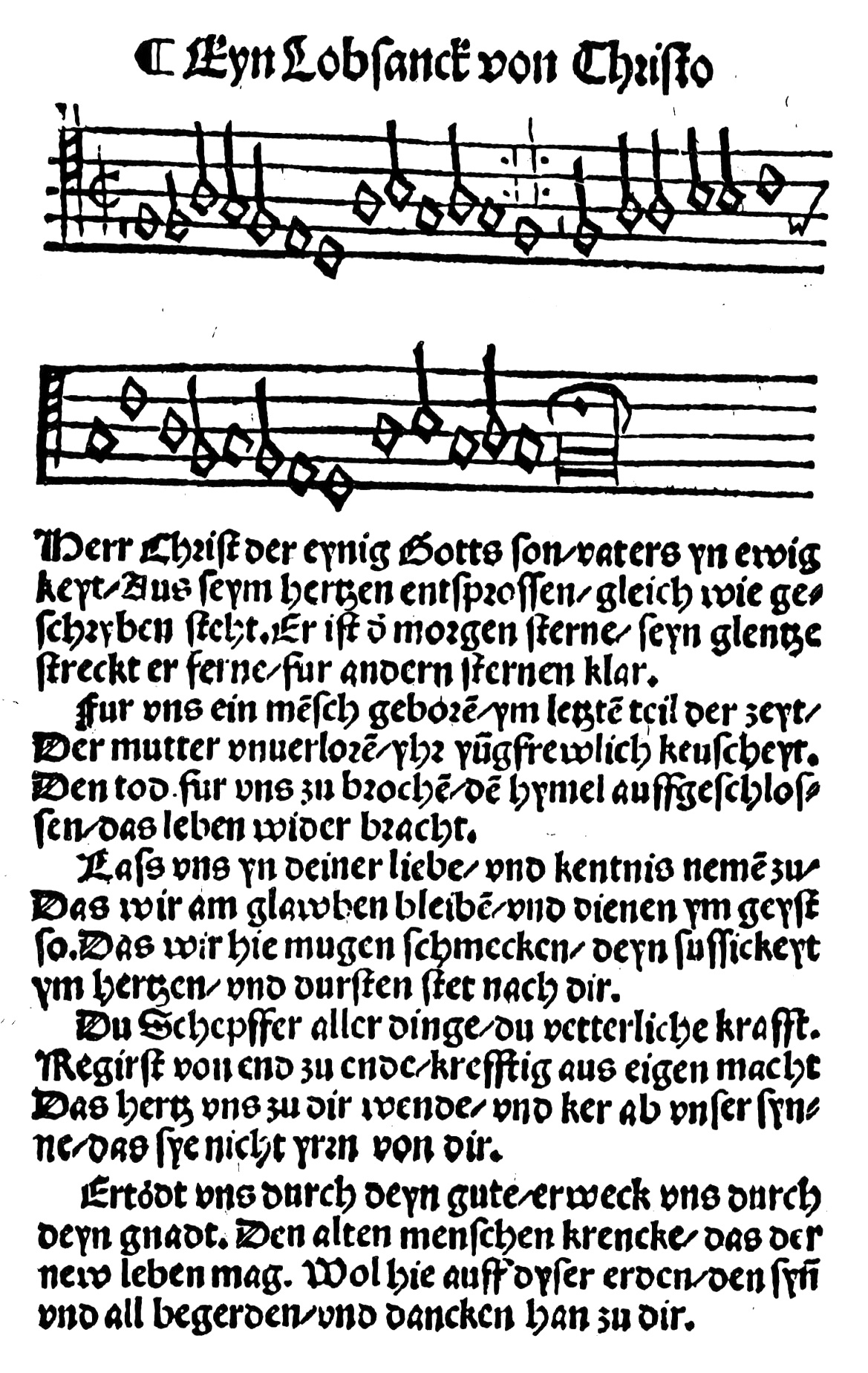
Herr Christ, der einig Gotts Sohn im Erfurter Enchiridion (1524)

1. Herr Christ, der einig Gotts Sohn,

Vaters in Ewigkeit,

aus seim Herzen entsprossen,

gleichwie geschrieben steht,

er ist der Morgensterne,

sein Glänzen streckt er ferne

vor andern Sternen klar;

2. für uns ein Mensch geboren

im letzten Teil der Zeit,

dass wir nicht wärn verloren

vor Gott in Ewigkeit,

den Tod für uns zerbrochen,

den Himmel aufgeschlossen,

das Leben wiederbracht:

3. lass uns in deiner Liebe

und Kenntnis nehmen zu,

dass wir am Glauben bleiben,

dir dienen im Geist so,

dass wir hier mögen schmecken

dein Süßigkeit im Herzen

und dürsten stets nach dir.

4. Du Schöpfer aller Dinge,

du väterliche Kraft,

regierst von End zu Ende

kräftig aus eigner Macht.

Das Herz uns zu dir wende

und kehr ab unsre Sinne,

dass sie nicht irrn von dir.

5. Ertöt uns durch dein Güte,

erweck uns durch dein Gnad.

Den alten Menschen kränke,

dass der neu’ leben mag

und hier auf dieser Erden

den Sinn und alls Begehren

und G’danken hab zu dir.

## Lied
Das Lied beinhaltet in seinen ersten beiden Strophen, dem Lobgesang vom Christus, die Heilsgeschichte in Leben und Werk Jesu Christi für die Menschheit. Die letzten drei Strophen wollen das von der Menschwerdung Gottes in Jesus Christus ausgehende Heil für die Menschen vertiefen: in Form der Bitte ergeht der Wunsch nach Verstehen der Heilstat Jesu durch Beständigkeit und Wachstum im Glauben und in echter gelebter Herzensfrömmigkeit, der Süßigkeit im Herzen. Damit zeigt der Text in seiner Grundhaltung die Verbindung reformatorischer Verkündigung des Evangeliums mit einer innigen, fast mystischen Herzensfrömmigkeit des mittelalterlichen Klosterlebens und spiegelt dadurch die Lebenserfahrung der jungen Verfasserin wider.
Textrevisionen veränderten die zweite Strophe. Aus „der Mutter unverloren ihr jungfräulich Keuschheit“ wurde „dass wir nicht wärn verloren vor Gott in Ewigkeit“. Ob es dafür inhaltliche oder grammatisch-formale Gründe gab, ist unbekannt.
Das Lied fand schnell Eingang in die Gesangbücher der jungen evangelischen Kirchen. Darüber hinaus fand es auch schnell seinen Platz als Gebet christlichen Lebens. So wird es von Philipp Nicolai mehrfach als Gebet zitiert, und sein Lied Wie schön leuchtet der Morgenstern (Evangelisches Gesangbuch Nr. 70) greift vielfach auf das Lied von Elisabeth Cruciger (die auch den „Morgenstern“ als Hoheitstitel für Jesus Christus in Strophe 1 verwendet) zurück.

## Gesangbuchzuordnung
Die in den Strophen 1 und 2 komprimierte Zusammenfassung der Menschwerdung Gottes mit ebendiesem Morgenstern-Titel lässt das Lied im Evangelischen Gesangbuch als zweites der Epiphanias-Choräle erscheinen (im Vorgängergesangbuch stand es sogar an erster Stelle). Auch ist es das Wochenlied am letzten Sonntag nach Epiphanias.

## Melodie und Bearbeitungen
Die Melodieⓘ des Liedes geht auf eine Vorlage (Mein Freud möcht sich wohl mehren) aus dem 15. Jahrhundert zurück, ist jedoch – wegen der siebenzeiligen Strophenform bei Elisabeth Cruciger – umgearbeitet worden. Das Lied stand zum ersten Mal 1524 (also im Jahr seiner Entstehung!) im Ein Enchiridion oder Handbüchlein mit 25 Liedern und 15 Melodien, dem zweitältesten evangelischen Gesangbuch, das in Erfurt erschien und auch viele Lieder von Martin Luther (dem Trauungspastor von Elisabeth und Caspar Cruciger) enthielt.
Nord- und mitteldeutsche Kirchenmusiker des Barock haben das Lied für verschiedene Besetzungen bearbeitet. Die bedeutendsten Werke sind Johann Sebastian Bachs gleichnamige Kantate und seine Bearbeitung für Orgel im Orgelbüchlein (BWV 601ⓘ).